# Avraham Mapou
Pour les articles homonymes, voir Mapou.
Avraham Mapou, en hébreu : אברהם מאפו, en allemand : Abraham Mapu, né le 10 janvier 1808 près de Kaunas (Empire russe) et mort le 9 octobre 1867 à Königsberg, (Royaume de Prusse, Confédération de l'Allemagne du Nord) est un écrivain et pédagogue juif lituanien, un des créateurs du roman hébraïque moderne[Quoi ?].  

## Biographie
Il s'intéresse à la Kabbale et au mysticisme dans sa jeunesse. À 45 ans, il publie en hébreu son premier et plus célèbre roman, Ahavat Tsion, traduit en français par L'Amour de Sion. Il constitue un tournant dans le développement de la littérature hébraïque moderne. C'est un roman historique qui raconte en hébreu la vie dans l'Israël antique au temps du prophète Isaïe. Avraham Mapou est influencé par le poète et dramaturge hébraïque italien Moché Haïm Luzzatto (1707-1746) et par les romanciers français Eugène Sue et Alexandre Dumas père.

## Œuvre
- L'Amour de Sion, 1858